# Hot Gimmick: Girl Meets Boy
Hot Gimmick: Girl Meets Boy (ホットギミック ガールミーツボーイ?, Hotto Gimikku: Garu Mitsu Boi) è un film del 2019 diretto da Yūki Yamato, adattamento live action del manga di Mayu Murata.

## Produzione
La sigla iniziale, Yoru ga Furiyamu Mae ni (lett. "Prima che la notte smetta di giungere"), è cantata dal cantante virtuale Kafu e diretta dal produttore Vocaloid Iori Kanzaki. L'attrice protagonista fa parte del gruppo idol Nogizaka46.

## Promozione
Il sottititolo del film, Girl Meets Boy, è stato rivelato in un teaser il 20 giugno.

## Distribuzione
Il film è uscito esclusivamente in Giappone, il 28 giugno 2019. 
Al di fuori del Giappone, il film è stato distribuito da Netflix in versione sottotitolata il 28 dicembre 2019.

## Accoglienza

### Critica
Il film ha ricevuto principalmente critiche negative, venendo descritto come confusionario ed eccessivamente melodrammatico.

### Adattamenti
Un capitolo extra del manga, scritto dall'autrice per promuovere il film, è stato pubblicato su Betsucomi il 13 giugno 2019.